# Barscam
Een barscam is een oplichtingstruc waarbij mensen een bar of ander etablissement worden binnengelokt om ze daar op te lichten of te beroven. Meestal zijn toeristen het doelwit van dit soort acties, omdat die veel geld op zak hebben, minder waakzaam zijn en de stad niet kennen. Bovendien vertrekken ze vaak snel en is de kans dus klein dat ze de politie zullen inschakelen of terugkomen om de oplichter te confronteren. Bij voorkeur worden alleenreizenden eruit gepikt omdat iemand die alleen is kwetsbaarder is, makkelijker kan worden geïntimideerd, en niet met een medereiziger kan overleggen.

## Methode
In basisvorm is als volgt: De oplichter benadert de toerist en knoopt een praatje aan. Tijdens dit gesprek probeert hij er op subtiele wijze achter te komen of de toerist alleen op pad is en of hij weer snel weg zal gaan. Dan zal de oplichter op een gegeven moment voorstellen een drankje te drinken in een nabije bar. Uiteindelijk blijkt de rekening zeer hoog te zijn. De oplichter krijgt een commissie van de bar en werkt soms voor meerdere bars.

## Varianten
Er bestaan verschillende varianten op de truc:
- Het slachtoffer wordt dronken gevoerd of gedrogeerd om hem zo gewillig te maken dat hij zijn creditcard of pinpas met code afstaat, waarna zijn bankrekening wordt leefgetrokken of om hem te beroven.
- Er komt een aantrekkelijke heer of dame bij het slachtoffer en de oplichter zitten die veel of extreem dure consumpties op rekening van het slachtoffer bestelt. Soms zijn de consumpties extreem duur (honderden euro voor een fles drank, tientallen euro voor een enkel glas), en soms drinkt de heer of dame limonade terwijl het slachtoffer wel drank krijgt.
- Het slachtoffer wordt in een groep uitgenodigd die allerlei drank bestelt en consumeert: na afloop moet het slachtoffer ´zijn deel´ van de extreem hoge rekening betalen.
- Het slachtoffer wordt verleid tot seks en vervolgens gechanteerd omdat hij getrouwd is of prostitutie verboden is in desbetreffend land.
- Het slachtoffer wordt naar een kunstgalerij geleid waar hem wordt gesmeekt een kunstwerk te kopen zodat de kunstenaar zijn familie kan onderhouden.
- Het slachtoffer wordt naar een veel te duur restaurant geleid.
- Het slachtoffer wordt naar een seksclub geleid en krijgt daar ongevraagd dure seksshows en lapdances.
- In China vindt een variant plaats met theeceremonies (´theescam´): het slachtoffer wordt naar een ´authentiek Chinese theeceremonie´ gelokt en krijgt een hoge rekening.
- Soms wordt met de creditcardbetaling gefraudeerd; de toerist denkt bijvoorbeeld een klein bedrag te betalen terwijl in werkelijkheid een veel groter bedrag van de rekening wordt afgeschreven (wat uiteraard pas ontdekt wordt wanneer men weer thuis is).
- Soms wordt de oplichter geholpen door handlangers die hem subtiel inseinen als er politie aankomt. Ook keert meestal het gehele personeel van de bar zich tegen het slachtoffer wanneer hij reclameert. Men kan denken aan fysieke intimidatie en mishandeling, of het versperren van de uitweg.

## Voorkomen
Barscams kunnen voorkomen worden door voorzichtig te zijn met mensen die men niet kent, niet alleen op pad te gaan, en niet zomaar met iemand mee te gaan. Men kan eventueel een ander etablissement voorstellen, bijvoorbeeld de bar van het eigen hotel, wanneer iemand echt alleen maar gezellig wat wil drinken. Het is verder ook verstandig het eigen drankje altijd in de gaten te houden voor het geval iemand er iets in doet. Ook kan men gelegenheden die een slechte reputatie hebben het beste mijden. Soms wordt er op internet gewaarschuwd voor bepaalde gelegenheden.
Sommige toeristenbestemmingen, beducht voor een slechte reputatie, waarschuwen toeristen via de politie. Ook treedt de politie soms op tegen dit soort scams maar het is vaak dweilen met de kraan open omdat veel toeristen geen aangifte doen, het personeel altijd achteraf ontkent waardoor het welles-nietes wordt, en in sommige gevallen de georganiseerde misdaad eigenaar van de bars is. Banken houden zwarte lijsten bij van bars waar oplichting plaatsvindt, waardoor creditcards er niet werken.